# Гоф, Дениз
Дениз Гоф (англ. Denise Gough; род. 28 февраля 1980, Эннис, Клэр, Ирландия) — ирландская актриса театра, кино и телевидения, получившая известность за игру в британском театре. Двукратная обладательница премии Лоренса Оливье, номинантка на премию Тони.

## Карьера
Дениз Гоф родилась в городе Эннис, графство Клэр, в Ирландии. Помимо неё в её семье 10 детей (Дениз седьмая по счету), в том числе актриса Келли Гоф. Дениз в 15 лет уехала в Лондон и подрабатывала в баре, пока не получила стипендию на обучение в актёрском вузе. В 2003 году Дениз Гоф выпустилась из лондонской Академии театральных и кинематографических искусств. В 2004 году она получила свою первую роль второго плана в восстановленной постановке пьесы Марины Карр «У болота с кошками» в театре Уиндхэмс.
После этого она часто появлялась в театрах Великобритании, а также в эпизодах многих британских мыльных опер. Признание от критиков пришло к актрисе в 2012 году, когда она выиграла премию Лондонского кружка критиков в номинации «Лучшее новое лицо» за роль Анны Патмен в пьесе «Любовь под вязами» в театре «Лирик Хаммерсмит». Настоящий успех пришёл к актрисе в 2015 году, когда она прошла кастинг на роль в новой пьесе Дункана Макмиллана «Люди, места и вещи», поставленной на сцене Дорфман Королевского национального театра в сентябре 2015 года. До получения этой роли в карьере Гоф наступил спад, и она думала закончить со сценой и заняться преподаванием. Однако пьеса имела оглушительный успех, а исполнение Дениз Гоф называли «переворотом в карьере», «невероятным» и «эмоционально оглушающим». После окончания основного показа пьеса переехала на Вест-Энд в театр Уиндхэмс. Гоф получила свою вторую премию Лондонского кружка критиков (за лучшую женскую роль) и премию Лоренса Оливье в номинации «Лучшая актриса» в 2016 году, обойдя таких именитых коллег, как Николь Кидман и Джанет Мактир. На вопросы о том, как ей настолько убедительно удалось вжиться в роль наркоманки на реабилитации, Гоф отвечала, что «для того, чтобы найти в себе силы играть физически разбитого человека на протяжении двух с половиной часов восемь раз в неделю, ей, как ни парадоксально, нужно вести как можно более здоровый образ жизни».
Ещё до окончания показов «Люди, места и вещи» в театре Уиндхэмс в апреле 2016 года было объявлено, что Гоф присоединится к Эндрю Гарфилду в восстановленной постановке «Ангелов в Америке» весной 2017 года (Королевский национальный театр, Литтлтон, реж. Мэриэнн Эллиотт). Гоф исполнила роль Харпер Питт, страдающей от галлюцинаций и пристрастия к валиуму жены скрытого гомосексуала Джо Питта. После окончания показов «Ангелов в Америке», чей трансфер на Бродвей был объявлен в сентябре 2017 года, Дениз отправилась в США, чтобы повторить роль Эммы во вне-бродвейском театре St Ann’s Warehouse. С февраля по июль 2018 года в театре Нила Саймона (Бродвей, Нью-Йорк) она вновь играла Харпер Питт в компании почти всего оригинального состава «Ангелов в Америке». В 2018 году эта роль принесла ей вторую Премию Лоренса Оливье («Лучшая женская роль второго плана») и номинацию на премию Тони.

### Кино и телевидение
C 2004 по 2012 год Дениз Гоф появлялась в эпизодах в телесериалах «Чисто английское убийство», «Безмолвный свидетель», «Инспектор Линли расследует». В 2012 году она сыграла одну из титульных ролей в телесериале «Титаник: Кровь и сталь». В 2014 году Гоф играла роль второго плана в третьем сезоне телесериала Sky One «Стелла». В 2016 году она появилась в двух эпизодах третьего сезона телесериала «Крах». В мае 2017 года на телеканале BBC Two был показан трёхсерийный телевизионный фильм «Пола», в котором Гоф сыграла главную роль. Её исполнение получило хорошие отзывы.
Премьера фильма «Голая Джульетта», в котором Гоф играет Джину, кратковременный любовный интерес главного героя, состоялась на фестивале Санденс в январе 2018 года. В начале 2019 года на большие экраны вышел фильм Уоша Уэстморленда «Колетт», в котором актриса сыграла Матильду де Морни («Мисси») — женщину-трансгендера и любовницу главной героини в исполнении Киры Найтли. Несмотря на некоторые вопросы, возникшие в связи с кастингом цисгендерной актрисы на трансгендерную роль, Гоф отмечала, что она «не будет извиняться за свою работу, поскольку это принижает её, как женщину, проделавшую такую трудную и долгую работу». Также в 2019 году Гоф появляется в фильме «Рождённый стать королём», сыграв в нём мать главного героя, 12-летнего мальчика, которая воспитывает его в одиночку.
В январе 2019 года было объявлено, что Дениз Гоф получила одну из главных ролей в приквеле «Игры престолов», однако разработка проекта была остановлена после съёмок пилотного эпизода. В 2021 году Гоф появилась в мини-сериале ITV «Слишком близко», где сыграла психически нездоровую мать, пытавшуюся убить своих детей, а также в фильме «Понедельник».
В апреле 2020 года Дениз Гоф присоединилась к составу сериала «Андор» из вселенной Звёздных войн.
В 2022 году на стриминговом сервисе Hulu состоялась премьера криминального мини-сериала «Под знаменем небес», в котором Дениз Гоф сыграла роль Дианны Лафферти.